# Trận Kontum
Trận Kon Tum 1972 là trận đánh diễn ra tại Bắc Tây Nguyên trong năm 1972 giữa các lực lượng của Quân Giải phóng miền Nam Việt Nam và Quân lực Việt Nam Cộng hòa được yểm trợ bởi Không lực Hoa Kỳ trong chiến dịch Xuân Hè 1972.

## Hoàn cảnh lịch sử
- Quân Giải phóng miền Nam Việt Nam: Sư đoàn 320 của B3 (chỉ có trung đoàn 52 đến được mặt trận) và Sư đoàn 2 từ Khu V lên tăng cường, 2 trung đoàn pháo thuộc mặt trận B3, 2 tiểu đoàn xe tăng mới được tăng cường từ đường Trường Sơn vào cuối năm 1971
- Quân lực Việt Nam Cộng Hòa: Sư đoàn 22, Lữ đoàn Dù 2, 1 liên đoàn Biệt Động Quân cùng các chi đoàn xe tăng, pháo, không quân chiến thuật
- Không lực Hoa Kỳ: B-52 và không quân chiến thuật ném bom yểm trợ

## Trước trận Kontum
Ngày 3 tháng 4 năm 1972, trận Đắk Tô - Tân Cảnh mở màn bằng cuộc tấn công của Sư đoàn 320 Quân Giải phóng với yểm trợ của pháo 122 mm và cối 120 mm vào dãy các căn cứ Charlie và Delta tại phía bắc Tân Cảnh do Lực lượng Dù phòng thủ. Cuộc tấn công diễn ra nhiều đợt, bị pháo binh, không quân, đặc biệt là các phi cơ AC-130 Spectre gắn súng máy bắn ngăn chặn suốt ngày đêm, phía Quân Giải phóng chỉ có pháo phòng không tấm thấp 12,7 và 14,5 mm. Sau đợt 1 không thành công họ phải dừng lại điều chỉnh chiến thuật và mở đợt tấn công mới vào ngày 14 tháng 4 năm 1972, Lữ đoàn trưởng Dù của quân VNCH bị trúng pháo tử trận, quân Dù bỏ dãy cao điểm này rút về Kontum. Ngày 20 tháng 4 do tình hình chiến sự tại mặt trận Quảng Trị, nên Bộ Tổng Tham mưu QLVNCH quyết định rút Lữ Dù 2 ra khỏi mặt trận này và được không vận ra Huế. Trung đoàn 53 Sư đoàn 23 và Liên Đoàn 6 Biệt Động Quân được đưa vào Kontum để thay thế.
Ngày 21 tháng 4 Quân Giải phóng tấn công vào các căn cứ vành đai của cụm cứ điểm Đắk Tô - Tân Cảnh - Võ Định do 2 trung đoàn cùng Bộ Tư lệnh của Sư đoàn 22 QLVNCH, tham chiến. Phía Quân Giải phóng có 1 tiểu đoàn T-54, hoả tiễn chống tăng AT-3 Sagger (Quân Giải phóng gọi là B-72) lần đầu tiên có mặt tại chiến trường (có cả tại Quảng Trị và trận An Lộc). Đến ngày 23 tháng 4 các trung đoàn chính quy của Quân Giải phóng đã chiếm được Đắk Tô và các căn cứ bên ngoài Tân Cảnh. Đúng 15 giờ ngày 23 tháng 4 năm 1972, pháo binh Quân Giải phóng nã đạn dồn dập vào căn cứ Tân Cảnh, cứ điểm mạnh nhất của QLVNCH. 1 giờ sáng 24 tháng 4 năm 1972 xe tăng T-54 xông thẳng qua thị trấn Tân Cảnh, lao lên mở cửa phía Đông căn cứ. 5 giờ 55 phút ngày 24 tháng 4 thị trấn Tân Cảnh thất thủ. Lúc này cuộc chiến đấu ở căn cứ E42 Tân Cảnh diễn ra dữ dội.
Ngay khi Tân Cảnh sắp bị tiêu diệt, Bộ Tư lệnh Quân Giải phóng mặt trận cánh Đông đã cho pháo binh bắn phá sân bay Phượng Hoàng. 8 giờ sáng 24 tháng 4 năm 1972, Trung đoàn 1 Sư đoàn 2 Quân Giải phóng đánh thẳng vào Sở Chỉ huy E47 ngay ở phi trường Phượng Hoàng, 4 xe tăng T-54 và một pháo tự hành cấp tốc rời căn cứ Tân Cảnh chi viện cho mũi tấn công tại căn cứ Đắk Tô 2.
Xe tăng của Quân Giải phóng đã tiêu diệt 10 xe tăng QLVNCH. Bộ đội dần dần làm chủ tình hình. 11 giờ trưa 24 tháng 4 năm 1972, Trung đoàn 66 Quân Giải phóng hoàn toàn làm chủ căn cứ Tân Cảnh. Theo Quân Giải phóng thì họ đã bắn rơi 8 máy bay, thu 9 xe tăng, 20 pháo 105 mm, gần 100 xe quân sự, hàng vạn quả pháo và toàn bộ phương tiện chiến tranh của QL, bắt 429 tù binh. Đại tá Lê Đức Đạt Sư đoàn trưởng Sư 22 tử trận, phần còn lại của sư đoàn rút vào rừng tìm đường về Kontum.
Sau khi chiếm được Tân Cảnh và các căn cứ khác dọc đường 14 bắc thị xã Kontum, phía Quân Giải phóng cũng bị thiệt hại đáng kể, nhiều xe tăng bị cháy, hậu cần thiếu, đặc biệt là đạn pháo nên 20 ngày sau mới tổ chức tấn công tiếp vào Kontum. Lúc đó phia quân VNCH cũng có nhiều thay đổi, 2 trung đoàn của Sư đoàn 23 được đưa lên thay thế Sư đoàn 22, Đại tá Lý Tòng Bá, Tư lệnh Sư đoàn 23 được cử làm Tư lệnh mặt trận Kontum, tướng Ngô Du tư lệnh Vùng II bị thay bằng tướng Nguyễn Văn Toàn. Do chậm chạp, Quân Giải phóng miền Nam Việt Nam để lỡ thời cơ, giúp QLVNCH có thời gian củng cố

## Trận chiến ở Kon Tum
Về lực lượng Quân Giải phóng miền Nam Việt Nam tấn công Kon Tum gồm các trung đoàn chủ lực của Tây Nguyên: 28, 66, 95, 24B phối hợp với bộ đội địa phương tỉnh Kontum (để chuẩn bị cho chiến dịch, họ đã liên kết bộ đội đồn trú tại đây cùng với du kích các huyện thành những đơn vị hoàn chỉnh). Ngày 24 tháng 4, Sư đoàn bộ binh 2 (Trung đoàn 1 và Trung đoàn 141) được tăng cường Trung đoàn bộ binh 66, Tiểu đoàn đặc công 37, một đại đội xe tăng và một bộ phận pháo binh, pháo phòng không cùng lực lượng vũ trang địa phương tiến công cứ điểm Đắk Tô - Tân Cảnh.
Kế hoạch phòng thủ Kontum được giao cho Sư đoàn 23 VNCH của Đại tá Lý Tòng Bá. Sư đoàn này có nhiệm vụ đảm trách 3 mặt của tỉnh là Đông, Tây và Bắc. Hướng Nam có phần nhẹ hơn nhờ có chướng ngại vật của thiên nhiên là con sông Đắk Bla, nên giao cho địa phương quân và nghĩa quân đảm nhiệm.
Tướng Hoàng Minh Thảo của QGP đoán rằng có thể kỹ thuật rà bắt điện đài của đối phương khá cao nên đã bắt được tất cả những mật lệnh mà Bộ tư lệnh B3 của ông đã đánh đi. Rút kinh nghiệm, Tướng Thảo không sử dụng điện đài nữa mà dùng điện thoại và người để liên lạc. Vì thế, sau ngày 14 tháng 5 năm 1972, cả toán kỹ thuật của Quân đoàn II VNCH đều ngạc nhiên không thấy đối phương lên máy nữa.
Khi đánh trận then chốt đầu tiên QGP đã tiêu diệt cụm phòng ngự Đắk Tô - Tân Cảnh, một căn cứ phòng ngự quy mô sư đoàn của VNCH, kiểm soát được một vùng tương đối rộng, tạo điều kiện hết sức thuận lợi cho chiến dịch tiến công thị xã Kontum thực hiện trận then chốt quyết định. Lúc này, lực lượng VNCH ở thị xã Kontum rất mỏng và yếu, trong thị xã chỉ có hai tiểu đoàn chủ lực và một số đơn vị địa phương quân, nhân dân tự vệ. Nhưng lúc đó Bộ tư lệnh chiến dịch lại nhận định: Tuy địch ở Kontum rất hoang mang, sơ hở và mỏng yếu, nhưng ta chưa có đủ điều kiện để phát triển tiến công một cách nhanh chóng, mạnh mẽ vì đường cơ động chưa làm xong, việc bảo đảm cơ sở vật chất và triển khai binh khí kỹ thuật gặp khó khăn, nên quyết định mở đường để vận chuyển vật chất, đồng thời bổ sung cơ sở vật chất cho các đơn vị chuẩn bị tiến công Kontum.
Trong thời gian trên Quân lực Việt Nam Cộng hòa đã tập trung Trung đoàn 53, Tiểu đoàn 7 Dù cùng lực lượng địa phương tổ chức phòng thủ. Tuyến phòng thủ mới ở bắc thị xã Kontum, lấy lực lượng của Sư đoàn 23 làm nòng cốt, bố trí thành nhiều trận địa phòng ngự nhỏ, dựa vào công sự vững chắc, liên kết với nhau chặt chẽ bằng cả xung lực và hỏa lực, có thể cơ động đội hình để tránh đạn pháo của đối phương, đồng thời tăng cường các hoạt động của pháo binh, không quân, đặc biệt là B-52 ném bom rải thảm.
Từ đêm 14 đến ngày 15 tháng 5, Quân Giải phóng sử dụng một số đơn vị tiến công ở ngã ba Trung Tín - Đường Ngang, Côn Tiêu, Lôi Hổ, quân VNCH tập trung 2 liên đoàn Biệt động quân, một tiểu đoàn bảo an cùng Trung đoàn 3 Thiết giáp mở cuộc hành quân Bắc Bình Vương 7/2 tăng viện cho Kontum. Quân Giải phóng ngăn chặn và phá vỡ mũi hành quân này, nhưng lại chưa triệt được tiếp tế bằng đường không của đối phương. Các cứ điểm vòng ngoài của QLVNCH vẫn bám trụ được. Nhờ tiếp tế tốt bằng đường không vận nên ở thị xã Kontum binh sĩ VNCH vẫn tăng cường được lực lượng, tổ chức phòng ngự liên hoàn, có công sự vững chắc.
Trung đoàn 64 và Trung đoàn 28 Quân Giải phóng tiến đánh Kon Tum ngày 14 tháng 5 năm 1972. Lúc 5 giờ cùng ngày, cả 25 box B-52 do Mỹ thực hiện đồng loạt thả xuống hơn 3.000 quả bom đủ các loại trên đầu Sư đoàn 320 và Sư đoàn 2 của Quân Giải phóng. Diện tích rải thảm của 25 box B-52 là 75 km². Tiếp theo từng đoàn cường kích A-37 và AD-6 của Sư đoàn 6 Không quân (VNCH) bay vào không kích các mục tiêu, tiếp tục bắn vào các xe tăng và các khẩu đội phòng không. Trực thăng vũ trang AH-1 Cobra còn bay tập hậu bắn vào đội hình của bộ đội.
Ngày 20 tháng 5 năm 1972, 2 tiểu đoàn đặc công của Quân Giải phóng đã lợi dụng đêm tối có nhiều sương mù, lội qua sông và tiến chiếm được sân bay, kho đạn và khu Tòa Giám mục, coi như QGP đã chiếm được gần nửa thành phố. Cuộc giao tranh giữa quân địa phương của QLVNCH với lực lượng Quân Giải phóng, kết hợp du kích địa phương diễn ra rất dữ dội.
Khu nghĩa địa của thành phố cách hầm chỉ huy của Đại tá VNCH - Lý Tòng Bá độ 300 m và một đại đội đặc công Quân Giải phóng đã kiểm soát và cố thủ ở đó. Quân VNCH sử dụng một đại đội thám báo tinh nhuệ nhất của sư đoàn vào nằm chiếm lại khu vực này nhưng gặp sự kháng cự rất quyết liệt. Nỗ lực đánh bật QGP khỏi khu nghĩa địa đã thất bại, 2 xe tăng bị cháy.
Lúc 6 giờ sáng ngày 20 tháng 5, tướng Toàn của VNCH bay lên Kon Tum. Thiếu tướng Toàn quan sát mặt trận và chỉ thị thêm cho Đại tá Bá đề phòng tuyến đầu vì Quân Giải phóng có ý định tấn công phía trước trong khi họ đang bấn loạn bên trong. Ông cũng ra lệnh phải thanh toán hết đặc công đang cố thủ trong nghĩa trang. Đại tá Nguyễn Bá Long, tỉnh trưởng Kontum báo cáo Tướng Toàn đến quan sát các ổ kháng cự của đặc công trong các tòa nhà được xây cất kiên cố từ thời Pháp trong khu Tòa Giám mục, đang chống trả với quân VNCH. Tướng Toàn liền tăng cường cho Đại tá Long 5 xe tăng, một liên đoàn Biệt động quân, và chỉ thị nếu cần phải bắn sập một vài tòa nhà trong khu Tòa Giám mục để tiêu diệt đặc công thì cứ làm, sau này chính phủ sẽ xây cất lại, sẵn sàng chấp nhận gây thiệt hại về nhân mạng cho dân chúng đang ở trong khu. Tuy có lực lượng áp đảo, nhưng mất thêm hai ngày mới thanh toán được lực lượng đặc công trong thành phố.
Trong khi đặc công QGP tràn vào thành phố, Chuẩn tướng John Hill dùng trực thăng có gắn 2 khẩu đại liên 12,7 mm Browning M2 bay quan sát vùng Võ Định (Bắc Kontum 15 km) và thấy nhiều đơn vị Quân Giải phóng di chuyển về hướng Nam, ông liền tác xạ liên tục và báo cho Paul Vann biết để sử dụng B-52. Ngay hôm đó, Paul Vann đã sử dụng B-52 để làm giảm áp lực của đối phương.
Cuộc tấn công đợt 2 của Tướng Hoàng Minh Thảo tiến chiếm Kon Tum tạm thời bị ngừng lại do Hoa Kỳ sử dụng B-52 ném bom dữ dội. Quân Giải phóng mất khả năng sử dụng bộ binh, chuyển sang sử dụng hỏa tiễn DKB cỡ 122 mm để tấn công các cụm phòng thủ của QLVNCH.
Phía VNCH ước tính QGP còn khả năng tấn công đợt 3 trong vòng 10 ngày tới. Sư đoàn 968 dự bị của mặt trận B3 (QGP) của Tướng Đồng Sĩ Nguyên còn chưa xuất quân. Ước tính mức độ và cường độ đợt 3 sẽ yếu hơn đợt 1. Tướng Toàn và Paul Vann tiếp tục nghiên cứu và sử dụng kế hoạch 100 box B-52 để cản bước QGP. Paul Vann có uy tín với Đại tướng Abrams nên được sử dụng nhiều box B-52 hơn các quân đoàn khác.
Đúng 5 giờ sáng ngày 28 tháng 5 năm 1972, Quân Giải phóng củng cố và mở đợt tấn công thứ 3 vào Kon Tum bằng 3 mũi chính:
- Mũi 1 từ hướng Bắc do lực lượng Sư đoàn 2.
- Mũi 2 từ hướng Tây Bắc do lực lượng Sư đoàn 320.
- Mũi 3 từ hướng Nam do lực lượng Sư đoàn 968.
Trong đợt tấn công này Quân Giải phóng không sử dụng xe tăng.
Mũi 1 và 2 đã gặp sự kháng cự mãnh liệt của Sư đoàn 23 QLVNCH, QGP đã xung phong nhiều đợt để cố vượt qua tuyến phòng thủ đầu nhưng bị QLVNCH đẩy lui. Phi cơ chiến đấu của Sư đoàn 6 Không lực Việt Nam Cộng hòa tại Pleiku xuất kích liên tục để yểm trợ quân VNCH tại tuyến đầu.
Mũi 3 do lực lượng Sư đoàn 968 thuộc đoàn 559, một lực lượng dự bị của tướng Đồng Sĩ Nguyên chuyển sang cho B3 phụ trách. Lực lượng này mới tham gia trận Kontum lần đầu, chưa tổn thất do B-52 nên khí thế có vẻ mạnh hơn mũi 1 và 2. Sông Đắk Bla bọc quanh phía Nam thị xã Kon Tum là một chướng ngại vật thiên nhiên ngăn chặn không cho họ tiến quân một các dễ dàng. Sư đoàn 968 cố gắng vượt sông nhưng Paul Van của không lực Hoa Kỳ liên tục sử dụng không quân và B-52 ngăn chặn, giúp cho các lực lượng phòng thủ của VNCH không bị đổ vỡ. Sau đó, không lực Hoa Kỳ dùng luôn B52.
Trong ngày 28 tháng 5 này, Paul Vann cũng đã được Đại tướng Abrams cấp hết 25 Box B-52 cho mặt trận Kon Tum. Hai bên quần thảo nhau suốt ngày, đến tối VNCH vẫn chưa đẩy lùi nổi QGP. về phía QGP, họ cũng vẫn không giành được vị trí nào của QLVNCH. Tuy nhiên, phần lớn diện tích thị xã Kon Tum và các vị trí chiến lược bị Quân Giải phóng kiểm soát, những chốt phòng thủ của QLVNCH rơi vào tình trạng bị giam lỏng.
Theo tài liệu từ quân Giải phóng thì: Trước tình hình trên, để chiếm được Kon Tum, Bộ tư lệnh chiến dịch của QGP chủ trương nhanh chóng bổ sung vật chất cho các đơn vị kiên quyết tiến công địch trong thị xã kết hợp với tiêu diệt lực lượng của chúng ở ngoài thị xã. Từ ngày 25-5, quân ta nổ súng tiến công, đã đánh chiếm được một số khu vực, nhưng không phát triển được, đến ngày 26, 27 rạng ngày 28 ta tiếp tục tiến công, ở các hướng đều bị địch ngăn chặn và phản kích, thương vong lớn, sức chiến đấu giảm dần, đến đêm 5-6, ta lui quân về vây thị xã.